# Золотарьов Анатолій Іванович
Анато́лій Іва́нович Золотарьо́в (нар. 1 липня 1934, село Годунівка — 15 травня 2006) — останній міністр промисловості будівельних матеріалів УРСР, заслужений працівник промисловості України, народний депутат України 2-го скликання.

## Життєпис
Народився 1 липня 1934 (село Годунівка, Глухівський район, Сумська область) в родині службовців; українець; дружина Олена Миколаївна (1935) — викладач педагогічного училища; син Вадим (1961) — старший науковий працівник Харківського інституту радіоелектроніки НАН України.
Освіта: Київський політехнічний інститут (1958), гірничій інженер.
Народний депутат України 2-го скликання з серпня 1994 (2-й тур), Лебединський виборчій округ № 352 Сумська область, висунутий трудовим колективом. Член Комісії з питань Чорнобильської катастрофи. Член групи «Незалежні». 3 вересня 1996 — Верховна Рада України достроково припинила повноваження народного депутата.
- З 1958 — гірничій майстер шахти «Кочегарка», Донецька область.
- 1959—1962 — начальник цеху, головний інженер Заруцького вапняного заводу, Сумська область.
- З 1962 — начальник Харківського цегельного заводу «Комсомолець».
- 1964 — начальник кам'яно-щебеневого заводу в селі Підстепне Дніпропетровській області.
- З 1965 — директор Харківського цегельного заводу «Комсомолець».
- З 1968 — керівник тресту «Харківбудматеріали».
- З січня 1976 — генеральний директор об'єднання «Харківбудматеріали».
- З липня 1979 — директор Харківського плиткового заводу.
- З квітня 1986 — заступник Міністра промисловості будівельних матеріалів УРСР, з липня 1990 до ліквідації посади — Міністр.
- липень 1991-21 лютого 2000 — голова Української державної корпорації промисловості будівельних матеріалів (Укрбудматеріали)[3].

Помер в травні 2006.

## Нагороди
- Заслужений працівник промисловості України (червень 1994)[4].
- Почесна Грамота Президії Верховної Ради УРСР (1984).
- Орден Трудового Червоного Прапора (1986).
- Почесна грамота Кабінету Міністрів України (лютий 2000)[5].

Державний службовець 1-го рангу (червень 1994).

## Джерело
- Золотарьов Анатолій Іванович на іменці ВР України [Архівовано 11 вересня 2016 у Wayback Machine.]
- В. А. Золотарьов. Золотарьов Анатолій Іванович // Енциклопедія сучасної України / ред. кол.: І. М. Дзюба [та ін.] ; НАН України, НТШ. — К. : Інститут енциклопедичних досліджень НАН України, 2001–2024. — ISBN 966-02-2074-X.